# Martin Bajčičák
Martin Bajčičák (* 12. Juni 1976 in Dolný Kubín, damals Tschechoslowakei) ist ein ehemaliger slowakischer Skilangläufer.

## Werdegang
Bajčičák startete international erstmals bei den Europäischen Olympischen Winter-Jugendtagen 1993 in Aosta und gewann dabei die Bronzemedaille über 7,5 km klassisch. Bei den Junioren-Weltmeisterschaften 1994 in Breitenwang errang er den 51. Platz über 10 km klassisch und bei den Junioren-Weltmeisterschaften 1995 in Gällivare den 13. Platz über 10 km klassisch. Sein Debüt im Weltcup hatte er im Dezember 1995 in Brusson über 15 km Freistil, welches er auf dem 58. Platz über 15 km Freistil beendete. Bei den Junioren-Weltmeisterschaften 1996 wurde er über 10 Kilometer Zweiter und über 30 Kilometer Dritter. Seine ersten Weltcuppunkte erreichte er im Januar 1997 über 10 km klassisch in Hakuba mit Platz 30, die erste Top-10-Platzierung gelang ihm mit Rang 7 im Januar 2001 über 15 km klassisch in Soldier Hollow. Bei der Winter-Universiade 1997 in Muju wurde er Neunter über 15 km klassisch und holte die Goldmedaille mit der Staffel. Zwei Jahre später gewann er bei der Winter-Universiade in Štrbské Pleso erneut die Goldmedaille mit der Staffel. Zudem lief er dort auf den zehnten Platz in der Verfolgung, auf den neunten Rang über 10 km klassisch und auf den vierten Platz über 30 km Freistil. Seinen einzigen Weltcup gewann Bajčičák im Februar 2005 in Reit im Winkl über 15 km Freistil, dazu erreichte er im März desselben Jahres beim Skiathlon in Falun mit Rang 3 ein weiteres Weltcuppodium. Im Januar 2008 wurde er zudem Dritter einer Verfolgungs-Etappe der Tour de Ski. Insgesamt viermal platzierte er sich zudem beim 50-km-Rennen am Holmenkollen in Oslo unter den besten Zehn; sein bestes Ergebnis dort war Platz vier im März 2005.
Seine besten Ergebnisse bei Weltmeisterschaften, bei denen Bajčičák seit 1999 durchgängig teilnahm, waren Platz vier im Skiathlon in Oberstdorf 2005 und Rang sechs im 50-km-Massenstartrennen in der klassischen Technik in Sapporo 2007.
Bajčičák startete zudem für die Slowakei bei den Olympischen Winterspielen in Nagano, Salt Lake City, Turin, Vancouver und Sotschi. Seine besten Platzierungen erreichte er dabei mit Platz sechs im Skiathlon 2006 und jeweils Rang zwölf über 50 km klassisch in Salt Lake City und mit der slowakischen Staffel in Vancouver.
Bajčičák nahm ebenfalls an einigen Rennen des Skilanglauf-Marathon-Cups teil und belegte 2013 den zweiten sowie 2014 den dritten Rang beim Dolomitenlauf. Ebenfalls siegte er 2011 und 2015 beim Biela Stopa.

## Erfolge

### Weltcupsiege im Einzel
| Nr. | Datum            | Ort           | Disziplin                      |
| --- | ---------------- | ------------- | ------------------------------ |
| 1.  | 12. Februar 2005 | Reit im Winkl | 15 km Freistil Individualstart |

### Siege bei Continental-Cup-Rennen
| Nr. | Datum            | Ort       | Disziplin                       | Serie      |
| --- | ---------------- | --------- | ------------------------------- | ---------- |
| 1.  | 13. Februar 2011 | Gerlachov | 15 km klassisch Individualstart | Slavic Cup |
| 2.  | 21. März 2015    | Harrachov | 15 km klassisch Individualstart | Slavic Cup |

### Siege bei Siege bei Skimarathon-Rennen
- 2011 Biela Stopa, 42 km Freistil
- 2015 Biela Stopa, 42 km Freistil

## Teilnahmen an Weltmeisterschaften und Olympischen Winterspielen

### Olympische Spiele
- 1998 Nagano: 11. Platz Staffel, 28. Platz 30 km klassisch, 38. Platz 25 km Verfolgung, 67. Platz 10 km klassisch
- 2002 Salt Lake City: 12. Platz 50 km klassisch, 24. Platz 15 km klassisch, 32. Platz 30 km Freistil Massenstart, 50. Platz 20 km Verfolgung
- 2006 Turin: 8. Platz Teamsprint klassisch, 8. Platz 30 km Verfolgung, 14. Platz 50 km Freistil Massenstart, 28. Platz 15 km klassisch
- 2010 Vancouver: 12. Platz Staffel, 23. Platz 15 km Freistil, 25. Platz 30 km Verfolgung
- 2014 Sotschi: 14. Platz 50 km Freistil Massenstart, 17. Platz Teamsprint klassisch, 23. Platz 15 km klassisch, 30. Platz 30 km Skiathlon

### Nordische Skiweltmeisterschaften
- 1997 Trondheim: 9. Platz Staffel, 50. Platz 25 km Verfolgung, 57. Platz 10 km klassisch
- 1999 Ramsau: 11. Platz Staffel, 22. Platz 30 km Freistil, 28. Platz 25 km Verfolgung, 35. Platz 50 km klassisch, 48. Platz 10 km klassisch
- 2001 Lahti: 10. Platz Staffel, 20. Platz 50 km Freistil, 42. Platz 20 km Verfolgung
- 2003 Val di Fiemme: 24. Platz 30 km klassisch Massenstart, 33. Platz 50 km Freistil, 40. Platz 2 × 10 km Doppelverfolgung
- 2005 Oberstdorf: 4. Platz 30 km Verfolgung, 10. Platz 15 km Freistil, 24. Platz 50 km klassisch Massenstart
- 2007 Sapporo: 6. Platz 50 km klassisch Massenstart, 18. Platz 30 km Verfolgung, 72. Platz 15 km Freistil
- 2009 Liberec: 10. Platz 15 km klassisch, 15. Platz Teamsprint klassisch, 15. Platz 30 km Verfolgung, 21. Platz 50 km Freistil Massenstart
- 2011 Oslo: 19. Platz 15 km klassisch, 25. Platz 50 km Freistil Massenstart, 26. Platz 30 km Verfolgung
- 2013 Val di Fiemme: 20. Platz Teamsprint Freistil, 34. Platz 50 km klassisch Massenstart, 37. Platz 30 km Skiathlon, 38. Platz 15 km Freistil
- 2015 Falun: 37. Platz 50 km klassisch Massenstart, 38. Platz 30 km Skiathlon, 46. Platz 15 km Freistil

## Platzierungen im Weltcup

### Weltcup-Statistik
Die Tabelle zeigt die erreichten Platzierungen im Einzelnen.
- 1.–3. Platz: Anzahl der Podiumsplatzierungen
- Top 10: Anzahl der Platzierungen unter den ersten zehn
- Punkteränge: Anzahl der Platzierungen innerhalb der Punkteränge
- Starts: Anzahl gelaufener Rennen in der jeweiligen Disziplin
- Hinweis: Bei den Distanzrennen erfolgt die Einordnung gemäß FIS.

| Platzierung         | Distanzrennen a | Distanzrennen a | Distanzrennen a | Distanzrennen a | Distanzrennen a | Skiathlon Verfolgung | Sprint | Etappen- rennen b | Gesamt | Team c | Team c  |
| Platzierung         | ≤ 5 km          | ≤ 10 km         | ≤ 15 km         | ≤ 30 km         | > 30 km         | Skiathlon Verfolgung | Sprint | Etappen- rennen b | Gesamt | Sprint | Staffel |
| ------------------- | --------------- | --------------- | --------------- | --------------- | --------------- | -------------------- | ------ | ----------------- | ------ | ------ | ------- |
| 1. Platz            |                 |                 | 1               |                 |                 |                      |        |                   | 1      |        |         |
| 2. Platz            |                 |                 |                 |                 |                 |                      |        |                   |        |        |         |
| 3. Platz            |                 |                 |                 |                 |                 | 2                    |        |                   | 2      |        |         |
| Top 10              |                 | 2               | 7               |                 | 4               | 4                    |        |                   | 17     | 4      |         |
| Punkteränge         | 1               | 8               | 33              | 5               | 8               | 24                   |        | 2                 | 81     | 10     | 6       |
| Starts              | 8               | 27              | 77              | 21              | 14              | 42                   | 22     | 10                | 221    | 10     | 6       |
| Stand: Karriereende |                 |                 |                 |                 |                 |                      |        |                   |        |        |         |

### Weltcup-Gesamtplatzierungen
| Saison    | Gesamt | Gesamt | Distanz | Distanz | Sprint | Sprint |
| Saison    | Punkte | Platz  | Punkte  | Platz   | Punkte | Platz  |
| --------- | ------ | ------ | ------- | ------- | ------ | ------ |
| 1996/97   | 2      | 98.    | -       | -       | 2      | 74.    |
| 1997/98   | 10     | 76.    | -       | -       | 10     | 63.    |
| 1998/99   | 29     | 54.    | -       | -       | 17     | 71.    |
| 1999/2000 | 78     | 53.    | -       | -       | -      | -      |
| 2000/01   | 58     | 62.    | -       | -       | -      | -      |
| 2001/02   | 38     | 76.    | -       | -       | -      | -      |
| 2002/03   | 31     | 72.    | -       | -       | -      | -      |
| 2003/04   | 144    | 42.    | 144     | 26.     | -      | -      |
| 2004/05   | 284    | 16.    | 284     | 11.     | -      | -      |
| 2005/06   | 84     | 63.    | 84      | 41.     | -      | -      |
| 2006/07   | 67     | 62.    | 67      | 37.     | -      | -      |
| 2007/08   | 225    | 35.    | 196     | 20.     | 5      | 100.   |
| 2008/09   | 37     | 97.    | 23      | 71.     | -      | -      |
| 2009/10   | 130    | 56.    | 130     | 30.     | -      | -      |
| 2010/11   | 34     | 100.   | 34      | 59.     | -      | -      |
| 2011/12   | 49     | 88.    | 49      | 55.     | -      | -      |
| 2012/13   | 16     | 126.   | 16      | 82.     | -      | -      |
| 2013/14   | 20     | 124.   | 20      | 76.     | -      | -      |